# Langweilův model Prahy

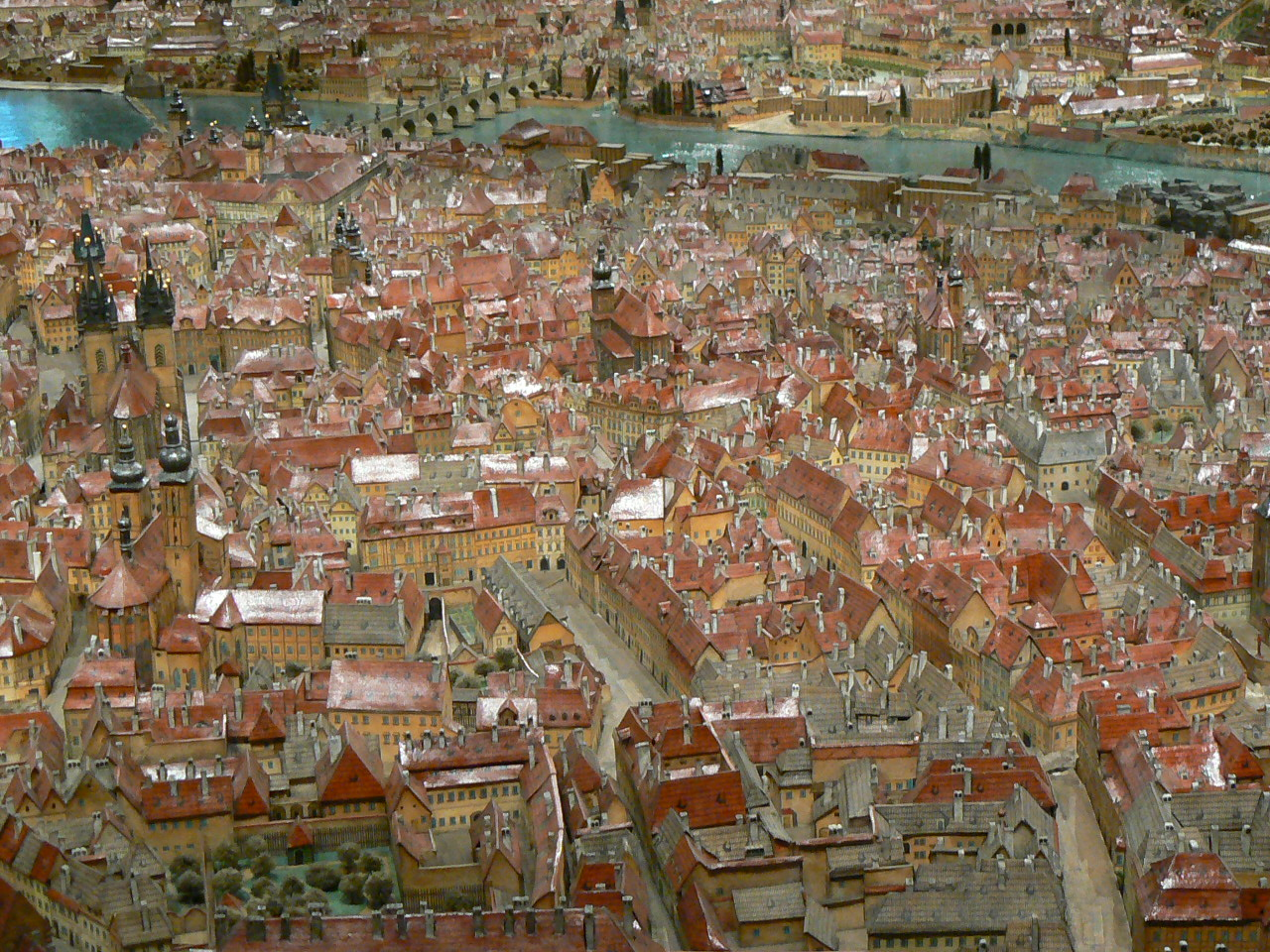
Staré Město a Josefov

Langweilův model Prahy je papírový model historického centra Prahy, který vytvořil v letech 1826–1837 zaměstnanec univerzitní knihovny Antonín Langweil (1791–1837). 

## Popis
Na ploše zhruba dvaceti metrů čtverečních zachycuje v měřítku 1:480 více než 2000 objektů historického jádra Prahy, z nichž přibližně polovina na počátku 21. století již neexistuje. Zobrazuje Staré Město s židovským ghettem, Malou Stranu bez petřínského svahu a Pražský hrad a Hradčany bez Pohořelce a části Nového Světa. Model je zhotoven z papírové lepenky s použitím dřevěných prvků, které tvoří zejména konstrukce domů a komíny.

## Osudy modelu po Langweilově smrti
Na základě prosebného dopisu Langweilovy vdovy model zakoupil pro Vlastenecké museum v Praze, tehdy jedinou českou muzejní instituci, v roce 1840 císař Ferdinand V. Poprvé po Langweilově smrti byl model zpřístupněn veřejnosti v roce 1862 na Staroměstské radnici. V roce 1891 byl vystavován během Zemské jubilejní výstavy. Po jejím skončení byl až do roku 1905 součástí sbírek Lapidária Národního muzea na pražském Výstavišti, kde byl ještě vystaven první expozici Václava Fabiána. Po druhé světové válce přešel do správy Muzea hlavního města Prahy. V letech 1962 až 1970 procházel restaurací pod vedením akademického malíře Jiřího Boudy. Od roku 1970 byl vystaven v prosklené vitríně. Ta byla v roce 1999 nahrazena novou prachotěsnou vitrínou, která zaručovala žádoucí mikroklima. V roce 2007 byl umístěn do nové vitríny, která umožňuje návštěvníkům lepší pohled na model, také díky otočné kameře a novému osvětlení.

## Digitalizace
Koncem roku 2006 zahájil pražský magistrát ve spolupráci s Muzeem hlavního města Prahy projekt digitalizace Langweilova modelu. Veřejnou zakázku v hodnotě 12,5 milionu korun získala ve výběrovém řízení pražská firma Visual Connection. První fází bylo fotografování modelu s cílem pořídit kolem 250 000 snímků ve vysokém rozlišení. Nepřístupná zákoutí se snímala pomocí lékařské kamery. 3D stereo kino v kinosále v suterénu Muzea hlavního města Prahy nabízí ke zhlédnutí šestiminutový přelet nad virtuálním modelem, a zhruba čtyřminutový segment průletu nad židovským městem je ke zhlédnutí v rámci expozice Židovského muzea v Maiselově synagoze na Josefově. 